# شرف الدين شيبوب
شرف الدين شيبوب علي عبد الرحمن لاعب كرة قدم محترف دولي من السودان، ويلعب لمنتخب السودان لكرة القدم. يٌلقب بـ"الرحالة" نظراً لكثرة تنقله بين الأندية العربية والأفريقية. يلعب حالياً لصالح نادي الهلال الذي ينافس في الدوري الليبي الممتاز.

## الإنجازات
المريخ
- الدوري السوداني الممتاز (1): 2015
- كأس السودان (2): 2014، 2015

 الهلال
- الدوري السوداني الممتاز (2): 2016 و2017
- كأس السودان (1): 2017

 سيمبا
- الدوري التنزاني الممتاز (1): 2019-20
- كأس تنزانيا (1): 2019-20

 الجيش الرواندي
- الدوري الرواندي الممتاز (1): 2023-24

## وصلات خارجية
- شرف الدين شيبوب  على سكروي
- شرف الدين شيبوب على فرق كرة القدم الوطنية.كوم